# Houppeville
Houppeville – miejscowość i gmina we Francji, w regionie Normandia, w departamencie Sekwana Nadmorska.
Według danych na rok 1990 gminę zamieszkiwało 2378 osób, a gęstość zaludnienia wynosiła 114 osób/km² (wśród 1421 gmin Górnej Normandii Houppeville plasuje się na 98. miejscu pod względem liczby ludności, natomiast pod względem powierzchni na miejscu 47.).